# 大阪府立佐野支援学校
大阪府立佐野支援学校（おおさかふりつ さのしえんがっこう）は、大阪府泉佐野市日根野にある特別支援学校。

## 概要
小学部・中学部・高等部を設置し、大阪府南部（地域）の2市における知的障害のある児童・生徒を対象とした支援教育をおこなっている。
学校近隣の泉佐野市立末広小学校、泉佐野市立日根野中学校と定期的な交流教育をおこなっている。

## 沿革
- 1973年4月1日 - 大阪府立佐野養護学校として開校
- 2008年4月1日 - 大阪府立佐野支援学校へ校名変更
- 2010年4月1日 - 泉南市に砂川校を設置。高等部の一部を砂川校に分離。
- 2013年4月1日 - 砂川校を大阪府立砂川高等学校跡地に移転し、砂川校に中学部を設置。
- 2014年4月1日 - 砂川校を廃止（大阪府立泉南支援学校へ改編）。同時に通学区域を再編。
- 2020年4月1日 - 通学区域を再編。

## 通学区域
- 岸和田市
- 貝塚市

## 交通
- 南海ウイングバス 久の木バス停下車 東へ約900m
- 阪和線・関西空港線 日根野駅 南東へ約2km